# Manuele Boaro
Manuele Boaro  (født 12. marts 1987 i Bassano del Grappa) er en italiensk forhenværende cykelrytter.
Han blev italiensk juniormester i tidskørsel i år 2005, og vandt bronze ved VM i Moskva samme år. 
I januar 2011 skiftede han til det danske mandskab Team Saxobank på sin første professionelle kontrakt.